# Thời gian biểu biểu tình chính trị Thái Lan 2010
Thời gian biểu biểu tình chính trị Thái Lan 2010

## Tháng 3

### 12 tháng 3
- Thành phần chống chính phủ tại Thái Lan khởi sự kéo về thủ đô Bangkok bằng đủ mọi phương tiện để tham gia cuộc biểu tình tuần hành vĩ đại với hy vọng sẽ làm tê liệt nơi này và buộc Thủ tướng Abhisit Vejjajiva phải tổ chức bầu cử lại. Giới hữu trách đối phó bằng cách huy động khoảng 50.000 cảnh sát viên và thiết lập hơn 200 nút chặn quanh thủ đô Bangkok.[1]

### 13 tháng 3
- Hàng ngàn người biểu tình từ các vùng nông thôn nghèo khó kéo về tràn ngập thủ đô Bangkok, đưa ra tối hậu thư cho chính quyền là phải "trả lại quyền hành cho dân" nếu không sẽ có các cuộc biểu tình tuần hành lớn lao ở những địa điểm trọng yếu.[2]

### 15 tháng 3
- Những người biểu tính chống chính phủ Thái Lan hiện hữu gây gián đoạn lưu thông và sinh hoạt nhiều khu vực trong thủ đô Bangkok. Tuy nhiên cuối cùng họ có thể đạt tới mục tiêu buộc chính quyền phải từ nhiệm hay không thì hãy còn là một chuyện lâu dài.[3]

### 16 tháng 3
- Người biểu tình mang máu của mình ra đổ trước cổng dẫn vào văn phòng phủ tướng và bên ngoài trụ sở đảng cầm quyền trong một hành động có tính cách biểu dương hầu tạo thêm áp lực cho việc đòi hỏi phải có cuộc bầu cử mới.[4]

### 18 tháng 3
- Thủ tướng Abhisit nói rằng chính phủ của ông đã sẵn sàng thương thảo với phía biểu tình, vốn đòi hỏi ông phải tổ chức bầu cử lại. Tuy nhiên ông cũng nói điều này chỉ xảy ra nếu phía biểu tình chấm dứt việc rưới máu, bao vây các cơ quan chính phủ và tiếp tục duy trì tình trạng bất bạo động.[5]

### 20 tháng 3
- Một làn sóng những người mặc áo đỏ di chuyển qua các đường phố ở Bangkok, trong một đoàn xe có đến hàng ngàn chiếc xe vận tải và xe gắn máy, để kêu gọi sự hỗ trợ cho nỗ lực vận động lật đổ một chính quyền mà họ cho là không có sự chính thống.[6]

### 23 tháng 3
- Những người biểu tình áo đỏ đe dọa sẽ làm ngưng trệ Bangkok bằng một cuộc biểu tình chống chính phủ được tổ chức rầm rộ vào ngày 27/3 tới đây, bất kể việc chính quyền gia tăng các biện pháp an ninh[7]

### 27 tháng 3
- Các binh sĩ Thái Lan rút khỏi một số vị trí kiểm soát an ninh trong thủ đô Bangkok, chấp nhận đòi hỏi của khoảng 80.000 người biểu tình để kêu gọi có cuộc bầu cử nghị viện mới.[8]

### 28 tháng 3
- Thủ tướng Abhisit và thành phần lãnh đạo biểu tình chống chính phủ không đạt được thỏa thuận gì trong cuộc thương thuyết được trực tiếp truyền hình toàn quốc, nhưng sẽ họp lại ngày 29/3.[9]

### 29 tháng 3
- Thủ tướng Abhisit đồng ý giải tán Quốc hội và tổ chức bầu cử lại vào cuối năm 2010, nhưng phía biểu tình đòi ông từ chức chưa chấp nhận điều này, vốn có thể giúp giải quyết cuộc khủng hoảng chính trị lúc bấy giờ.[10]

## Tháng 4

### 1 tháng 4
- Những người biểu tình Áo Đỏ tiếp tục giữ vững lập trường tranh đấu của mình trước áp lực ngày càng gia tăng từ phía kỹ nghệ du lịch là họ phải ngưng các hoạt động biểu tình phản đối để lật đổ chính phủ.[11]

### 3 tháng 4
- Hàng ngàn người biểu tình chống chính phủ tràn ngập khu thương mại ở trung tâm thủ đô Bangkok, buộc nhiều thương xá lớn phải đóng cửa, và không rời khỏi nơi đây cho đến khi nào thủ tướng giải tán nghị viện và tổ chức bầu cử lại. Chính phủ ra lệnh cho họ phải rời khỏi nơi này trong ngày.[12]

### 6 tháng 4
- Hàng chục ngàn người biểu tình áo đỏ chiếm đóng nhiều khu vực trong Bangkok, ném trứng vào cảnh sát và nhảy múa trên đường phố, xô đổ các rào cản để đòi thủ tướng phải tuyên bố giải tán Quốc hội và tổ chức bầu cử lại.[13]

### 7 tháng 4
- Thủ tướng Abhisit ban hành tình trạng khẩn trương tại Bangkok, giao cho quân đội thêm nhiều quyền hành để tái lập trật tự sau khi thành phần biểu tình tràn vào Nghị Viện, khiến một số nghị viên phải leo máy bay trực thăng bỏ trốn.[14]

### 8 tháng 4
- Chính phủ Thái Lan đóng cửa một đài truyền hình vệ tinh và các trang Web có nội dung chống chính phủ sau khi công bố tình trạng khẩn trương, đồng thời cũng đưa ra các trát bắt giữ thành phần lãnh đạo phía biểu tình bị cáo buộc tràn vào nghị viện.[15]

### 9 tháng 4
- Những người biểu tình đòi thay đổi chính phủ tràn vào một đài phát sóng truyền hình vệ tinh, khiến các binh sĩ canh gác nơi đây phải bỏ chạy và buộc giới hữu trách phải hủy bỏ lệnh cấm đài truyền hình chống chính phủ hoạt động.[16]

### 10 tháng 4
- Quân đội và người biểu tình hỗn chiến trên đường phố Bangkok, lựu đạn cay, đạn cao su và cả đạn thật được sử dụng, tuy nhiên sau cùng quân đội rút lui trước sự chống trả của dân chúng. Theo nguồn tin từ giới chức bệnh viện, có 18 người thiệt mạng, gồm một phóng viên người Nhật, 12 thường dân và năm binh sĩ. Ngoài ra còn có khoảng 700 người bị thương phải vào bệnh viện cấp cứu.[17]

### 11 tháng 4
- Phía biểu tình chống chính phủ rút về cố thủ trong các vị trí của họ quanh thủ đô Bangkok và bác bỏ đề nghị thương thuyết sau khi cuộc đối đầu kéo dài một tháng biến thành đụng độ dữ dội ngày trước đó khiến 21 người chết và gần 900 người bị thương trong cuộc bạo động chính trị đẫm máu nhất từ gần hai thập niên.[18]

### 12 tháng 4
- Ủy ban Bầu cử Thái Lan quyết định rằng đảng cầm quyền phải bị giải tán vì sử dụng sai trái tiền hỗ trợ tranh cử, một biến chuyển có thể đưa đến chiến thắng cho thành phần biểu tình chống chính phủ.[19]

### 15 tháng 4
- Thành phần biểu tình "Áo Đỏ" tiếp tục cố thủ trong khu thương mại chính ở Bangkok, chuẩn bị cho cuộc đối đầu cuối cùng với chính quyền sau khi xảy ra cuộc đụng độ đẫm máu từ gần hai thập niên.[20]

### 16 tháng 4
- Thủ tướng Abhisit giao trách nhiệm tái lập trật tự cho tham mưu trưởng lục quân, trước được giao cho một phó thủ tướng sau khi có nỗ lực bất thành trong việc bắt giữ thành phần lãnh đạo phía biểu tình.[21]

### 17 tháng 4
- Chính phủ Thái Lan khẳng định rằng họ ngay lúc này không có kế hoạch đàn áp biểu tình dù rằng chuyển giao nhiệm vụ giữ gìn an ninh cho tham mưu trưởng lục quân, nói rằng có quá nhiều người tập trung ở khu vực trung tâm thủ đô Bangkok nên không thể sử dụng võ lực.[22]

### 18 tháng 4
- Quân đội Thái Lan tuyên bố con đường chính chạy ngang qua khu thương mại lớn nhất ở Bangkok không an toàn vì có các đám đông thành phần biểu tình chống chính phủ và đưa lính lên đóng các cao ốc chung quanh để dễ kiểm soát tình hình.[23]

### 19 tháng 4
- Lực lượng an ninh Thái Lan ồ ạt kéo vào khu trung tâm Bangkok, phô trương võ khí và kéo dây kẽm gai ra ngăn chặn không để cho thành phần biểu tình Áo Đỏ tiến vào khu vực này.[24]

### 20 tháng 4
- Những người biểu tình củng cố vị trí của họ trong khu thương mại chính gồm các cửa hàng sang trọng và khách sạn năm sao, đe dọa sẽ phát động "cuộc chiến lớn" để lật đổ chính quyền bấy giờ trong khi quân đội cảnh cáo rằng họ sẵn sàng sử dụng võ lực nếu bị khiêu khích.[25]

### 21 tháng 4
- Thành phần biểu tình Áo Đỏ nói họ sẽ không thương thuyết với chính phủ, dù rằng đang có các chỉ dấu sẽ có cuộc bố ráp của quân đội khiến họ phải tăng cường việc phòng thủ nơi chiếm đóng trong trung tâm thủ đô bằng đủ các loại võ khí thô sơ.[26]

### 25 tháng 4
- Thủ tướng Abhisit khẳng định sẽ đẩy người biểu tình Áo Đỏ ra khỏi khu thương mại ở trung tâm thủ đô khi cùng với tham mưu trưởng lục quân lên đài truyền hình nhằm cho thấy sự đoàn kết.[27]

### 26 tháng 4
- Thành phần Áo Đỏ đe dọa gây tắc nghẽn hệ thống đường xe điện ở Bangkok và hứa hẹn sẽ mở rộng các cuộc biểu tình, đẩy mạnh các cuộc xuống đường kéo dài từ nhiều tuần lễ làm tê liệt phần lớn thủ đô.[28]

### 28 tháng 4
- Lính Thái Lan dùng súng bắn cả đạn thật lẫn đạn cao su vào đoàn biểu tình tiến về một nút chặn của quân đội trong cuộc giao tranh loạn đả khiến một binh sĩ thiệt mạng và 18 người khác bị thương trên xa lộ nghẽn cứng ở ngoại ô Bangkok.[29]

## Tháng 5

### 1 tháng 5
- Chính phủ Thái Lan triệu tập phiên họp khẩn cấp của nội các trong lúc một cơ quan nghiên cứu hàng đầu cảnh cáo rằng cuộc đối đầu giữa chính phủ và thành phần "Áo Đỏ" có thể biến thành một "cuộc nội chiến không tuyên chiến."[30]

### 2 tháng 5
- Thủ tướng Abhisit nói rằng chính phủ đang chuẩn bị giải tán người biểu tình ra khỏi một khu vực ở thủ đô, nơi hàng ngàn người chống chính phủ đang cố thủ, nhằm chấm dứt cuộc khủng hoảng coi như làm tê liệt thủ đô quốc gia này.[31]

### 6 tháng 5
- Trong một đề nghị biểu hiện sự nhượng bộ, thủ tướng Abhisit nói ông sẽ giải tán Quốc hội vào tháng 9 tới đây, mở đường cho các cuộc bầu cử mới theo như đòi hỏi của phía biểu tình chống chính phủ, nếu họ bằng lòng chấm dứt cuộc chiếm đóng làm tê liệt khu thương mại trong thủ đô Bangkok.[32]

### 8 tháng 5
- Chính phủ Thái Lan và phía biểu tình Áo Đỏ loan báo ý định theo đuổi tiến trình hòa giải dù rằng vừa xảy ra hai cuộc tấn công khiến hai cảnh sát viên thiệt mạng.[33]

### 10 tháng 5
- Phía biểu tình chống chính phủ nói họ sẽ tiếp tục cuộc biểu tình gây tình trạng tê liệt ở trung tâm thủ đô Bangkok cho đến khi nào thủ tướng và phó thủ tướng đến trình diện cảnh sát "về tội dùng võ lực chết người trên đường phố."[34]

### 11 tháng 5
- Thủ tướng Abhisit kêu gọi thành phần Áo Đỏ chống chính phủ hãy thi hành kế hoạch hòa giải ông đề ra và trở về nhà sau khi thành phần lãnh đạo phía biểu tình nói rằng họ sẽ không giải tán cho đến khi phó thủ tướng bị truy tố về tội dùng võ lực gây chết người trong các cuộc đụng độ giữa lực lượng an ninh và người biểu tình thời gian qua.[35]

### 13 tháng 5
- Tướng lục quân Thái Lan Khattiya Sawasdipol được coi là người thành lập lực lượng võ trang cho phía biểu tình Áo Đỏ, bị bắn vào đầu, có lẽ bởi một tay bắn tỉa, theo một phụ tá, sau khi chính quyền cảnh cáo rằng sẽ bắn "thành phần khủng bố." Ông qua đời ngày 17/5.[36]

### 14 tháng 5
- Các binh sĩ Thái Lan nổ súng bắn vào người biểu tình và nhiều tiếng nổ vang vọng khắp Bangkok khi quân đội khởi sự kế hoạch đẩy người biểu tình ra khỏi khu chiếm đóng từ hai tháng nay để chấm dứt cuộc đối đầu chính trị. Có ít nhất 4 người chết và 69 người khác bị thương trong vụ bạo động này.[37]

### 15 tháng 5
- Thủ tướng Abhisit lên tiếng bênh vực cho nỗ lực đàn áp đẫm máu nhắm vào thành phần biểu tình Áo Đỏ tại thủ đô, nói rằng không còn có thể lùi lại trong lúc các cuộc đụng độ xảy ra khắp nơi ở khu trung tâm thành phố.[38]

### 16 tháng 5
- Chính phủ Thái Lan khẳng định rằng cuộc đàn áp phía biểu tình sẽ phải tiếp tục dù rằng thành phần Áo Đỏ lên tiếng kêu gọi Liên Hợp Quốc đứng ra làm trung gian dàn xếp hòa giải để chấm dứt cuộc đàn áp đẫm máu kéo dài đã bốn ngày làm thiệt mạng ít nhất 30 người.[39]

### 17 tháng 5
- Phụ tá Korbsak Sabhavasu của thủ tướng Thái Lan nói rằng phe "Áo Đỏ" đã đưa ra đề nghị ngưng chiến giữa lực lượng xung kích của những người biểu tình với quân đội.[40]

### 18 tháng 5
- Chính phủ Thái Lan lên tiếng bác bỏ đề nghị thương lượng của phe Áo Đỏ và nói là những người biểu tình phải giải tán để vãn hồi an ninh trật tự.[41]

### 19 tháng 5
- Khu vực trung tâm thủ đô Bangkok trở thành bãi chiến trường rực lửa khi quân đội mở cuộc tấn công vào khu tập trung của người biểu tình, buộc thành phần lãnh đạo Áo Đỏ phải đầu hàng. Những người trong phía chống chính phủ giận dữ nổ súng, đốt phá các tòa nhà sang trọng, khói đen bốc lên che phủ cả bầu trời thành phố này.[42]

### 20 tháng 5
- Trong lúc các binh sĩ quân đội Thái Lan tiếp tục nỗ lực tảo thanh các ổ kháng cự lẻ tẻ và chính quyền tuyên bố đã tái kiểm soát tình hình, có thêm nhiều sự lo ngại rằng tình trạng lắng dịu lúc này ở Bangkok sau cuộc đàn áp đẫm máu vừa qua có thể chỉ là một sự tạm thời và vấn đề chia rẽ chính trị sẽ còn kéo dài trong nhiều năm nữa.[43]

### 31 tháng 5
- Quốc hội Thái Lan khởi sự cuộc tranh luận về đề nghị khiển trách chính phủ liên hiệp của Thủ tướng Abhisit vì đã có hành động đàn áp gây tử vong cho thành phần Áo Đỏ biểu tình chống chính phủ hồi đầu tháng 5.[44]

## Tháng 6 - tháng 12

### 23 tháng 6
- Thủ tướng Abhisit tuyên bố Thái Lan sẽ cho dỡ bỏ tình trạng khẩn cấp được ban hành trong thời gian xảy ra những vụ biểu tình chống chính phủ ở Bangkok vừa qua và nói rõ lệnh khẩn cấp sẽ được bãi bỏ tại nhiều nơi trên cả nước.[45]

### 5 tháng 7
- Các giới chức an ninh Thái Lan đề nghị kéo dài tình trạng khẩn trương trên một phần ba lãnh thổ, kể cả Bangkok, từng được ban hành để đối phó với các cuộc biểu tình phản đối của phía đối lập.[46]

### 25 tháng 7
- Một quả bom phát nổ ở trạm xe buýt tại trung tâm Bangkok khiến một người chết và 10 người khác bị thương, ngay sau khi các phòng phiếu đóng cửa trong cuộc bầu cử Quốc hội giữa một ứng cử viên chính quyền và một nhà lãnh đạo phía biểu tình áo đỏ đang bị giam cầm.[24]

### 1 tháng 8
- Khoảng vài trăm người thuộc phe Áo Đỏ bất chấp lệnh cấm tụ tập của chính phủ, mở cuộc biểu tình tại thủ đô Bangkok, nằm lăn ra đất và đồng loạt hô lớn: "Dân chúng chết nơi đây."[47]

### 17 tháng 10
- Hàng ngàn người thuộc phong trào "Áo Đỏ" chống chính phủ tham gia biểu tình lớn, trong một cuộc biểu dương lực lượng đầu tiên từ nhiều tuần qua. Cảnh sát ước lượng có ít nhất 8.000 người tham gia cuộc mít tinh ở một sân bóng tròn tại thành phố Ayutthaya, chừng một giờ lái xe về phía Bắc Bangkok.[48]

### 19 tháng 11
- Cảnh sát ước tính có khoảng 10.000 ngàn người thuộc phe "Áo Đỏ" chống chánh phủ xuống đường ở trung tâm Bangkok để đánh dấu sáu tháng sau ngày xảy ra cuộc đàn áp đẫm máu ở nơi này với đòi hỏi chính phủ phải giải tán và tổ chức bầu cử lại.[49]

### 19 tháng 12
- Hàng ngàn người thuộc phía Áo Đỏ tập trung tại Bangkok để tưởng niệm bảy tháng sau khi có cuộc đàn áp đẫm máu của quân đội nhắm vào cuộc biểu tình chống chính phủ của họ trước đó.[50]